# 桂小文枝
桂 小文枝（かつら こぶんし）は、上方落語の名跡。初代と3代目は桂文枝の前名として名乗った。3代目の5代目文枝襲名に伴い空き名跡となっていたが、5代目文枝の弟子である桂きん枝が2019年3月に4代目として襲名した。
- 初代桂小文枝 - 後の3代目桂文枝。
- 2代目桂小文枝 - 本項にて記述。
- 3代目桂小文枝 -  後の5代目桂文枝。

結三柏は、桂文枝一門の定紋である。

- 4代目桂小文枝 - 桂きん枝が、2019年3月12日のなんばグランド花月での襲名披露公演より、4代目として同名跡を襲名した[1][2]。

2代目 桂 小文枝（1879年（明治12年・逆算）- 1931年（昭和6年）1月9日）は、明治から昭和にかけての上方落語の落語家。本名：豊田卯之松（卯三郎とも）。享年53。

## 経歴
桂雀四郎、3代目桂萬光は実兄。
初め初代桂枝雀の門下で初代桂雀三郎を名乗る。1911年3月16日、師・枝雀と袂を分かち、2代目三遊亭圓馬の尽力で2代目小文枝を襲名。同時に三友派に加入する。三友派では初代桂春団治よりも看板が上だったことで紛争が生じ、3代目桂文三・3代目桂文都・3代目桂文團治・2代目圓馬らが春団治を説得して事を納めている。
美声の持ち主で、大津絵節やトッチリトンなどの音曲を得意とし、桂仁左衛門の型を踏襲した『三十石』の舟唄は絶品であったという。落語家としては不器用な性質で、他に『胴とり』、『ひやかし』、『高野駕』、『木挽茶屋』、『二番煎じ』が十八番、というよりも、これ以外の噺はほとんど掛けなかったが、いずれも素晴らしい出来であった。
大柄で男前であったため、女性に人気があった。贔屓客もついたため、生活は裕福で、芸人としても恵まれた人生を過ごした。小柄で貧乏だった兄・萬光とは、芸においても人生においても、全てに正反対の存在であった。
SPレコードとして落語『三十石』『ひやかし』と大津絵節や都々逸が残されている。
法名は釋文遊。

## 弟子
- 2代目桂雀三郎[3]
- 桂枝之助[3]